# Холмское княжество (удел Тверского)
Холмское княжество — удельное княжество в составе Тверского княжества.
Княжество образовалось в 1339 году после того, как великий князь тверской Александр Михайлович был убит в Орде. Тверской стол получил брат Александра — Константин Михайлович, а сын Александра Всеволод Александрович получил в удел город Холм.
Когда Константин в 1345 году умер, то его младший брат Василий Михайлович, ставший старшим из Михайловичей, решил получить ярлык на тверской великокняжеский стол. Так как для этого были нужны большие деньги, то Василий самовольно «собрал дань» с Холмского княжества, воспользовавшись тем, что Всеволод был в это время в Орде. Однако Всеволод тем временем выхлопотал себе у хана ярлык на великое княжение Тверское. Узнав о самоуправстве дяди, он выехал из Орды вместе с ханским послом и, встретив в Бездеже Василия, ограбил его. Вражда между дядей и племянником привела к бегству людей из Тверского княжества, поэтому тверской владыка Феодор приложил большие усилия для их примирения. В 1348 году Всеволод уступил Василию Тверь, а сам довольствовался своим прежним Холмским уделом.
В 1351 году Василий Михайлович получил ханский ярлык на великое княжение Тверское, и он решил сократить удел своего племянника Всеволода. Усобица завершилась тем, что в 1356 году Василий и Всеволод обратились к суду московского князя и митрополита Алексия. Формально великому князю и митрополиту удалось помирить родственников, но вражда между ними осталась.
В 1357 году в Орде ханом стал Бердибек. Вместе с другими русскими князьями к новому хану за ярлыками отправились и Василий Михайлович, и Всеволод Александрович. Однако они поехали разными дорогами; Василий Тверской и Иван Московский прибыли в Орду первыми и успели настроить хана против Всеволода Холмского. В итоге Бердибек даже не стал слушать Всеволода, а велел схватить его и выдать дяде. Дружина Василия заняла удел Всеволода, и власть там перешла к наместникам тверского князя. В 1358 году Всеволод убежал в Литву. В 1359 году Всеволод Александрович вернулся в Тверь и заключил почётный мир с дядей.
В 1364 году в Твери свирепствовала моровая язва, от которой умерли ряд князей и бояр, в том числе Всеволод Александрович Холмский. Холмским княжеством стали править его потомки, и это продолжалось до аннексии Тверского княжества Московским в 1485 году.

## КнязьяХолмские
- 1339—1365: Всеволод Александрович
- 1365—1402: Иван Всеволодович
- 1402—1410: Юрий Всеволодович
- 1410 — после 1454/6: Дмитрий Юрьевич
- после 1454/6 — 1486: Михаил Дмитриевич